# Ghiacciaio Sprocket
Il ghiacciaio Sprocket è un ghiacciaio lungo circa 4,5 km situato nella regione centro-occidentale della Dipendenza di Ross, in Antartide. Il ghiacciaio, il cui punto più alto si trova a circa 2100 m s.l.m., si trova in particolare all'estremità occidentale della dorsale Clare, nell'entroterra della costa di Scott, dove fluisce verso nord-ovest partendo dal versante nord-occidentale del picco Skew e scorrendo lungo il versante orientale del picco Raney, fino a terminare il proprio percorso contro le rocce della morena Chain, vicino al flusso del ghiacciaio Mackay.

## Storia
Il ghiacciaio Sprocket è stato mappato dai membri della spedizione Terra Nova, condotta dal 1910 al 1913 e comandata dal capitano Robert Falcon Scott, ma è stato così battezzato solo nel 1995 dal Comitato neozelandese per i toponimi antartici in associazione al fatto che una squadra guidata da Trevor Chinn e impegnata nella mappatura dell'area circostante nella stagione 1992-93 aveva utilizzato una bicicletta come mezzo di trasporto durante l'esplorazione, in inglese, infatti, "sprocket" significa anche "rocchetto". Tale occasione fu utilizzata per battezzare anche altri ghiacciai circostanti, come il Rim ("cerchione") e il Cycle ("bicicletta").